# اغوانیت
اغوانیت یک منطقهٔ مسکونی در صحرای غربی است که در جمهوری دموکراتیک عربی صحرا واقع شده‌است.

## خصوصیات
اغوانیت ۳۰۶ متر بالاتر از سطح دریا واقع شده‌است.